# Declinación magnética

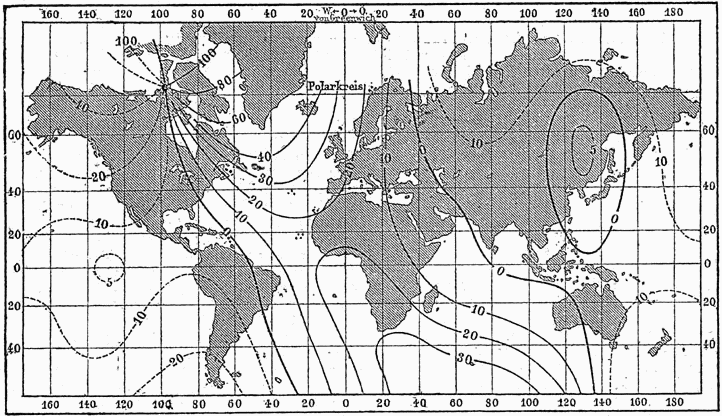
Mapa de líneas isogónicas (de igual declinación magnética) de 1888.

Mapa de líneas magnéticas en los últimos siglos.

La declinación magnética en un punto de la Tierra es el ángulo comprendido entre el norte magnético local y el norte verdadero (o norte geográfico). En otras palabras, es la diferencia entre el norte geográfico y el indicado por una brújula (el denominado también norte magnético), que destaca mucho por su variabilidad con el tiempo, y a la posición del Polo Norte donde está cambiando continuamente, por razones no del todo conocidas.
Por convención, a la declinación se le considera de valor positivo si el norte magnético se encuentra al este del norte verdadero, y negativa si se ubica al oeste. 
La expresión variación magnética equivale a declinación (magnética). Se emplea en algunas modalidades de navegación, entre ellas la aeronáutica. Las líneas de igual valor de declinación magnética se denominan curvas isogónicas (de igual valor angular).
De ellas, a las de valor nulo se les denomina curvas agónicas (sin ángulo). Una brújula ubicada en una posición representada en una curva agónica apunta exactamente al norte verdadero, ya que su declinación magnética es nula.
Se suele considerar que la primera referencia escrita a la declinación magnética se encuentra en el diario del primer viaje de Cristóbal Colón, si bien el manuscrito que se conserva data de mediados del siglo XVI. 

## Cambio de la declinación en el tiempo y en el espacio

Declinación magnética. Ejemplo de declinación magnética que muestra la aguja de una brújula con una variación "positiva" (o "hacia el este") del norte geográfico. N _{g} es el norte geográfico o verdadero, N _{m} es el norte magnético y δ es la declinación magnética

La declinación magnética no es siempre de igual valor. Depende de su ubicación: puede variar sensiblemente de un lugar a otro. Por ejemplo, un viajero que se traslade de la costa occidental a la costa oriental de Estados Unidos puede registrar una variación de veinte a treinta grados.
El valor de la declinación magnética varía con el transcurso del tiempo: son las variaciones seculares, descubiertas por Gellibrand en 1634. Por ejemplo, una brújula colocada en el centro de Padua en 1796 no habría marcado el mismo valor que si en la actualidad se colocara exactamente en el mismo sitio. También ocurren variaciones diurnas debidas a la radiación solar, y variaciones locales causadas por diferencias geológicas corticales.
En la mayoría de los sitios la causa de la variación es el flujo interno del núcleo de la Tierra. En algunos casos se debe a yacimientos subterráneos de hierro, o de magnetita en la superficie terrestre, que contribuyen fuertemente a la declinación magnética. De modo similar, a lo largo del tiempo los cambios seculares de flujo interno del núcleo terrestre provocan fluctuaciones del valor de la declinación magnética en un mismo lugar.
La declinación magnética en un área dada cambia lentamente, según lo alejado que se encuentre de los polos magnéticos. Es posible que cada 100 años la velocidad de cambio llegue a ser de 2 a 2,5 grados. Tal variación, que resulta insignificante para la mayoría de los viajeros, puede ser importante cuando se emprenden estudios de mapas antiguos.

## Determinación de la declinación magnética
Existen diferentes procedimientos para determinar la declinación magnética de una localidad determinada:
- Mediante diagramas
  - Sobre mapas de navegación, o incluso en mapas topográficos, se suele indicar la relación existente entre el norte de la proyección y los nortes verdadero y magnético para el centro de la hoja. Se acostumbra a indicar el norte magnético mediante las siglas NM y el norte geográfico NG con una flecha con una estrella en la parte superior. En una etiqueta se indica el valor de la separación entre ambas direcciones, en grados, minutos y segundos (de arco, por supuesto). El norte de la proyección se indica con una línea y las siglas NP. La diferencia entre el norte de la proyección y el norte verdadero se denomina convergencia de la cuadrícula.
- Como un valor numérico entre ambas direcciones. 
  - Por ejemplo, 15° O (quince grados oeste) indican que el norte magnético está a 15 grados respecto de la dirección que apunta al norte geográfico, contados en sentido contrario de las manecillas del reloj.
  - Mediante curvas de igual declinación magnética o isogónicas, que frecuentemente aparecen en mapas aeronáuticos y mapas náuticos (marinos).
- En los diagramas, cuando el valor es positivo, se entiende que se suma en el sentido de las manecillas del reloj al norte verdadero, y si es negativo se adiciona en el sentido contrario a las manecillas del reloj.
  - Por ejemplo, un valor de -15° equivale a 15° O.

Existen reglas mnemotécnicas para aprender a realizar la operación. En inglés se dice: «east is least, west is best». Empleando este lema, si la declinación es hacia el este, el rumbo magnético es menor que el rumbo verdadero, y mayor si apunta hacia el oeste.

## Indagación del valor de la declinación
Desde hace varios siglos la declinación magnética puede consultarse en mapas. En este caso conviene cerciorarse de la fecha de su impresión, ya que puede haber cambiado. Si el mapa es antiguo, esta probabilidad es mayor. También se puede consultar un mapa de curvas isogónicas e interpolar el valor a la zona en cuestión. Hoy en día algunos receptores GPS proporcionan valores para averiguar tanto el norte verdadero como el magnético.
Un método rudimentario para estimar la declinación es el siguiente: Se clava un palo verticalmente en el suelo y se va marcando la sombra arrojada por el Sol. La sombra más corta que proyecte, la del mediodía solar, será la que indique el norte geográfico (en el hemisferio norte). Consultando la brújula se señalará el norte magnético a partir del palo. La diferencia angular entre el norte geográfico y el magnético será la declinación magnética.